# Kernwapenprogramma van Noord-Korea

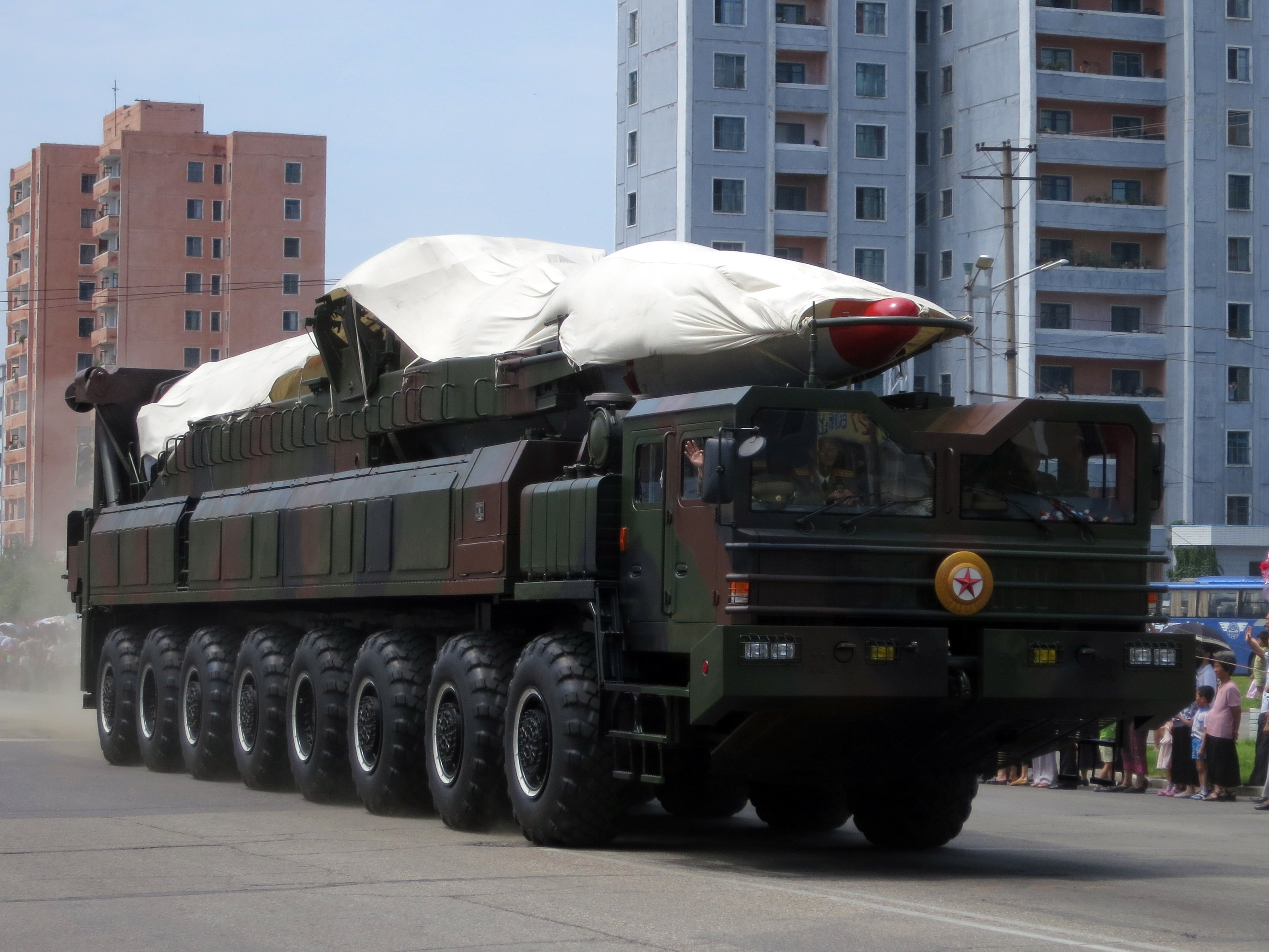
Een Hwasong-13 ballistische raket getoond op de Dag van de overwinning in de Grote Vaderlandbevrijdingsoorlog in 2013

Het kernwapenprogramma van Noord-Korea ontwikkelt de atoombommen van Noord-Korea. Noord-Korea, dat al vanaf de jaren tachtig een atoomprogramma onderhield, trok zich in 2003 terug uit het non-proliferatieverdrag voor de productie van kernwapens en voerde in 2006 de eerste kernproeven uit. Daarmee is het land de meest recente kernmacht in de wereld.
Noord-Korea beschikt ook over chemische en biologische wapens.

## Geschiedenis

### Voorgeschiedenis en vroege ontwikkeling

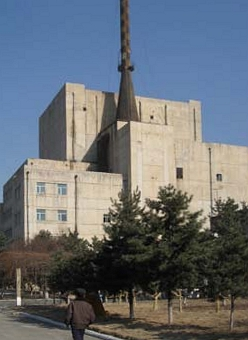
Het nucleair onderzoekscentrum van Yongpyong, de grootste nucleaire faciliteit van Noord-Korea

Het nucleaire programma begon rond 1960. De Sovjet-Unie ondersteunde deze ontwikkeling met het leveren van technologie en het opleiden van atoomwetenschappers. Voor het programma werd een onderzoekscentrum ingericht in Yongbyon, 90 km ten noorden van Pyongyang, waar in 1963 een nucleaire testreactor (type RT-2000) werd geïnstalleerd. Die werd in 1965 in productie genomen. Doel was het land te voorzien van energie uit onverrijkt uranium (De mijnen van Noord-Korea bevatten 4 miljoen ton uraniumerts van hoge kwaliteit).
Rond 1970 waren Noord-Koreaanse wetenschappers in staat de testreactor zelfstandig te onderhouden en de capaciteit te verhogen. Een tweede testreactor van het type Grafietreactor werd in de omgeving gebouwd. In 1977 kwam Noord-Korea tot een akkoord met het Internationaal Atoomenergieagentschap (IAEA). Hierbij werd de eerste testreactor onder toezicht gesteld.
Rond 1980 begon Noord-Korea met het kernwapenprogramma. In 1985 ondertekende Noord-Korea onder druk van de internationale gemeenschap (en dan met name de Sovjet-Unie) het Non-proliferatieverdrag. Het ondertekenen van dit verdrag was voor de Sovjet-Unie voorwaarde om de ondersteuning van het nucleaire programma verder te zetten. In 1987 werd de tweede testreactor in gebruik genomen in Yongbyon. Enkele jaren later is door middel van spionagesatellieten vastgesteld dat een nieuwe reactor is gebouwd voor het vervaardigen van plutonium.
Als een gevolg van het START-I verdrag tussen de Verenigde Staten en Rusland werden in 1991 de Amerikaanse kernwapens uit Zuid-Korea verwijderd. Onder grote internationale druk ondertekenden beide landen in december van dat jaar een verdrag waarbij een kernwapenvrije zone werd ingesteld. Daarnaast werd verklaard dat geen kernwapens zouden worden getest, geproduceerd of gebruikt. Onderdeel van dit akkoord was het instellen van een controleorgaan dat de naleving van het akkoord zou bewaken. Beide landen konden niet overeenkomen hoe het orgaan zou functioneren.
In ruil voor versoepeling van de sancties die de Verenigde Naties Noord-Korea hadden opgelegd in 1950 mocht de IAEA in 1992 nucleaire faciliteiten controleren. Het team werd echter niet overal toegelaten. Daarnaast werd de aanwezigheid van een tweetal faciliteiten verzwegen, waarmee het vermoeden ontstond dat Noord-Korea toch kernwapens ontwikkelde. Als een reactie op dit vermoeden trad Noord-Korea in 1993 terug uit het Non-proliferatieverdrag. Op 21 oktober 1994 werd deze terugtreding deels ongedaan gedaan met een raamakkoord ('Agreed Framework') waarbij de Verenigde Staten (met president Bill Clinton) en Noord-Korea toezeggingen doen voor het kernwapenvrij maken van het Koreaans schiereiland.
In november 2000 was er een overleg tussen Madeleine Albright en Kim Jong-il. Naar aanleiding van dit overleg legde Noord-Korea zichzelf een moratorium op en zou het geen tests met langeafstandsraketten meer uitvoeren.

### Nieuwe onrust

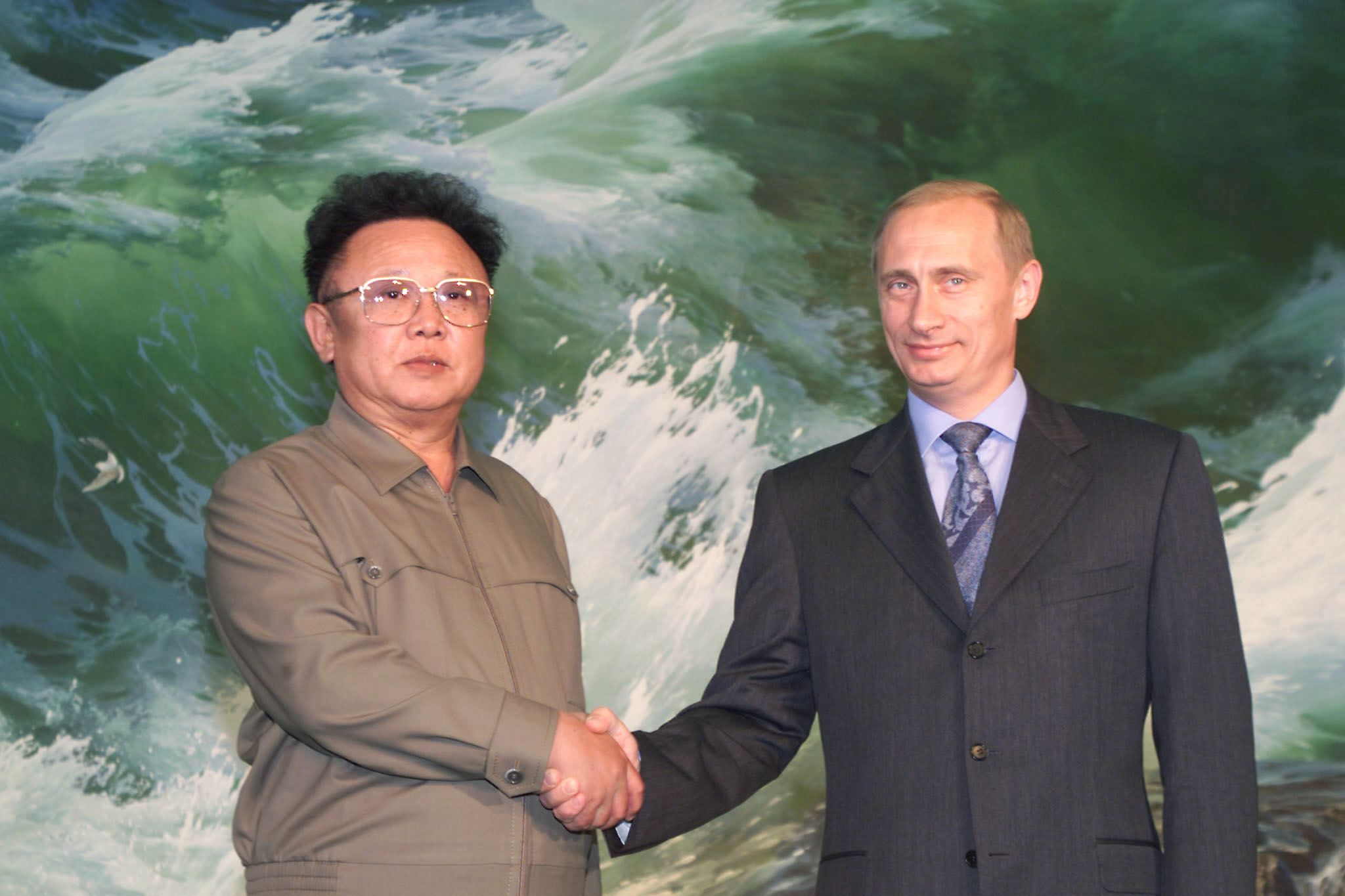
Kim Jong-il met de Russische president Vladimir Poetin in 2000

Hoewel in de jaren negentig de relatie met de Verenigde Staten onder het bewind-Clinton dus beter werd, bereikte deze onder de regering-Bush junior een nieuw dieptepunt. President George W. Bush beschuldigde Noord-Korea van steun aan terrorisme en wees op het gevaar dat Noord-Korea kernwapens kan ontwikkelen. In dit kader noemde Bush Noord-Korea als een van de landen van de as van het kwaad.
In de laatste weken van 2002 raakte Noord-Korea opnieuw internationaal in het nieuws. De VS stopten de levering van grondstoffen benodigd voor het opwekken van energie. Het is bekend dat Noord-Korea kampt met energietekorten. Hierop reageerde Noord-Korea door de VN-inspecteurs het land uit te zetten en een gesloten kerncentrale (Yongbyon) opnieuw op te starten.
George Bush bleef Noord-Korea bestempelen als een van de landen die deel uitmaken van de as van het kwaad. Echter benadrukte hij dat Amerika naar een vreedzame oplossing voor de kwestie zoekt. Enkele jaren daarvoor noemde hij de mogelijkheid van een gewapend conflict 'reëel'.
Begin 2003 dreigde de Veiligheidsraad met sancties. Dit op aandringen van de IAEA. In reactie hierop trok Noord-Korea zich terug uit het Non-proliferatieverdrag. In het zeslandenoverleg werden de onderhandelingen gestart om de nucleaire situatie te bespreken. Aan dit overleg namen Noord-Korea, de Verenigde Staten, China, Rusland, Zuid-Korea en Japan deel.
Op 10 februari 2005 verklaarde Noord-Korea inderdaad over kernwapens te beschikken. Kort daarna liep het land weg van het zeslandenoverleg.
26 juli 2005 ging de vierde ronde van het zeslandenoverleg van start. Weer kwamen de partijen niet nader tot elkaar. Noord-Korea houdt zich op grond van het non-proliferatieverdrag, waar het sinds december 2003 niet bij aangesloten is, het recht voor om voor civiele doeleinden uranium te verrijken. De Verenigde Staten en Japan willen dat Noord-Korea onmiddellijk met alle nucleaire activiteiten stopt. Noord-Korea en China zijn van mening dat Noord-Korea het recht heeft op een civiel nucleair programma. Wat betreft de nucleaire activiteiten van Noord-Korea is er nog steeds een kloof tussen Noord-Korea en China aan de ene kant en Zuid-Korea, Japan en de Verenigde Staten aan de andere kant. In ieder geval werden de besprekingen, die eind augustus 2005 waren afgebroken, hervat in de week van 12 september.

### Kernproeven

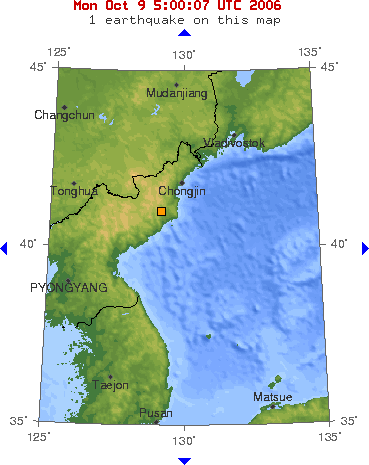
Seismische activiteit laat de locatie van de eerste kernproef zien

In juni 2006 begon Noord-Korea met het testen van Taepodong-2-raketten, die theoretisch de Verenigde Staten kunnen bereiken. Op 4 en 5 juli 2006 werden in totaal 7 testraketten gelanceerd, waaronder een Taepodong-2. Op 3 oktober 2006 maakte de regering van Noord-Korea bekend een kernwapen te gaan testen. Op 4 oktober verklaarde ambassadeur van de Verenigde Staten bij de Verenigde Naties Bolton dat de Verenigde Staten niet zouden toestaan dat Noord-Korea kernwapens heeft. Op 6 oktober 2006 ging de Veiligheidsraad akkoord met een ontwerpresolutie waarin ze Noord-Korea waarschuwde geen kernproef te nemen. Het bereikte akkoord moest op dit moment nog ter goedkeuring naar de regeringen van de leden worden gestuurd. Concrete sancties werden in deze resolutie niet genoemd. Op 9 oktober 2006 voerde Noord-Korea toch een kernproef uit (zie het artikel bij Wikinieuws). Op basis van seismologisch onderzoek werd de kracht van de test geschat op 1 kiloton TNT-equivalent. Uit luchtmetingen werd bepaald dat er gebruik was gemaakt van 12 kilogram plutonium. De betreffende resolutie 1718 werd op 14 oktober door de Veiligheidsraad aangenomen. Op 17 oktober was het volgende in het nieuws: De Verenigde Staten hebben nieuwe aanwijzingen dat Noord-Korea een tweede ondergrondse kernproef voorbereidt. Spionagesatellieten hebben volgens Amerikaanse nieuwszenders „verdachte voertuigbewegingen“ vastgelegd bij Punggye-ri, de plek waar Noord-Korea zijn eerste nucleaire explosie uitvoerde.
Op 13 februari 2007 kwam Noord-Korea met de Verenigde Staten, Zuid-Korea, Japan, Rusland en China tot een akkoord waarin het beloofde in twee stappen zijn nucleaire faciliteiten te ontmantelen. In ruil daarvoor zal het land een hoeveelheid aardolie krijgen en zullen de Verenigde Staten Noord-Korea niet langer aanmerken als terroristisch land. Ook zullen er besprekingen op gang komen om de diplomatieke banden tussen beide landen te herstellen en het handelsembargo dat de VS indertijd tegen Noord-Korea instelde op te heffen.
Op 17 mei 2007 passeerden, voor het eerst sinds de Koreaanse Oorlog (1950-1953), twee treinen de streng bewaakte grens tussen Noord- en Zuid-Korea. Deze testritten werden gezien als een doorbraak in de verhoudingen tussen de twee gebrouilleerde buren, die officieel nog steeds op voet van oorlog verkeren.
In mei 2008 overhandigde Noord-Korea de VS 18.000 pagina's over zijn kernprogramma. Volgens de VS ontbraken echter details over de verrijking van uranium, de proliferatie met Syrië en Libië en de reeds geproduceerde kernwapens. Deze informatie werd in juni verstrekt aan China. Bovendien werd een koeltoren vernietigd in de installatie van Yongbyon. In ruil hiervoor kreeg Noord-Korea financiële steun, werden bepaalde sancties opgeheven en haalde de Verenigde Staten Noord-Korea af van de lijst van landen die terrorisme zouden ondersteunen. In ruil voor meer financiële steun en energieleveringen kreeg in juli 2008 een inspectieteam toegang tot de faciliteiten om te controleren of de reactor in Yongbyon daadwerkelijk was gestopt.
Op 5 april 2009 lanceerde Noord-Korea, ondanks internationale druk, een raket (Unha-2) met, naar eigen zeggen, een satelliet aan boord. De VN-Veiligheidsraad reageerde met de intentie om de sancties opnieuw uit te breiden. Als reactie daarop zette Noord-Korea de IAEA-inspecteurs het land uit en hervatte zijn kernprogramma. Hierop werd het zeslandenoverleg afgebroken.
Op 25 mei 2009 deed Noord-Korea een tweede kernproef, die aanzienlijk krachtiger was dan die van 2006. Seismologische metingen registreerden een aardbeving met momentmagnitude 4,7. Op basis hiervan werd de sterkte van de test geschat op 2 tot 6 kiloton TNT-equivalent. Omdat na deze test geen nucleaire stoffen in de lucht werden waargenomen bleef onbekend welke splijtstof was gebruikt. De proef werd scherp veroordeeld door niet alleen de Verenigde Staten, Zuid-Korea, de Europese Unie, Japan en Rusland, maar ook door China. De proef werd gevolgd door proeven met twee korteafstandsraketten. De Verenigde Staten en Zuid-Korea kondigden controles op Noord-Koreaanse schepen aan in het kader van het non-proliferatieverdrag en brachten hun troepen in hoge staat van paraatheid. Volgens Noord-Korea moest dit gezien worden als een oorlogshandeling en verklaarde het dat het zich niet meer gebonden voelde aan de wapenstilstand van 1953. Op 28 mei volgde er een vergadering van de VN-Veiligheidsraad over de crisis.
Vanaf 26 maart 2010 ontstonden er nieuwe spanningen tussen Noord en Zuid. Een Noord-Koreaanse torpedo bracht het Zuid-Koreaans korvet ROKS Cheonan (PCC-772) tot zinken, waarna Noord-Korea dreigde met een kernoorlog bij eventuele sancties. Zuid-Korea vroeg de Veiligheidsraad Noord-Korea te straffen.
Op 7 juni 2010 ontsloeg Noord-Korea premier Kim Yong-il, die werd vervangen door Choe Yong-rim. Een dag later verslechterde de toch al bekoelde relatie met buurland China nadat een grenswacht in Dandong drie Chinezen neerschoot omdat hij dacht dat ze illegaal de grens wilden oversteken.
Op 24 juli 2010 dreigde Kim Jong-il naar aanleiding van een gezamenlijke legeroefening op 25 juli van de Verenigde Staten en Zuid-Korea met een kernbomaanval als deze door zou gaan. Deze legeroefening was een directe reactie op het laten zinken van de ROKS Cheonan (PCC-772) in maart van het jaar daarvoor. Tijdens deze torpedo-aanval kwamen 46 Zuid-Koreaanse opvarenden om het leven. De legeroefening is echter niet afgeblazen en heeft zoals gepland plaatsgevonden. Aan de oefening, die vier dagen duurde, deden twintig schepen, tweehonderd vliegtuigen en achtduizend soldaten mee. Onder druk van China, dat een bondgenoot van Noord-Korea is, zijn de oefeningen verplaatst van de Gele Zee naar de Japanse Zee.
Op 23 november 2010 viel Noord-Korea het Zuid-Koreaanse eiland Yeonpyeong aan, pal op de grens tussen Noord- en Zuid-Korea. Er werden rond de 200 granaten afgeschoten. Hierbij werden aan de kant van Zuid-Korea twee militairen en twee burgers gedood. (lees verder)
In maart 2012 beloofde Noord-Korea dat het zou stoppen met de kernproeven, het verrijken van uranium en het testen van raketten voor de middellange afstand. Dit in ruil voor het Amerikaanse aanbod 240 ton voedsel te sturen. Na een mislukte poging in april 2012 lanceerde Noord-Korea echter op 12 december van dat jaar met succes een langeafstandsraket van het type Unha-3. Volgens het persbureau KCNA ging het hierbij om de lancering van een weersatelliet. De lancering werd door de Veiligheidsraad in januari 2013 unaniem veroordeeld met resolutie 2087 waarin Noord-Korea gevraagd werd te stoppen met lanceringen en het atoomprogramma. De westerse landen, Zuid-Korea en Japan vreesden dat deze raket gebruikt kon worden voor de lancering van kernkoppen.
12 februari 2013 werd de derde ondergrondse kernproef gehouden. De kracht van deze test (6 tot 7 kiloton TNT-equivalent) was groter dan de twee voorafgaande in 2006 en 2009. Onbekend was welke splijtstof gebruikt is voor de kernkop. De vijf permanente leden van de Veiligheidsraad kwamen op dezelfde dag bijeen en waren eensgezind in hun veroordeling. Op 7 maart 2013 nam naar aanleiding van deze kernproef de Veiligheidsraad resolutie 2094 aan waarin Noord-Korea nieuwe sancties werden opgelegd zoals reisverboden voor diplomaten en het bevriezen van bankrekeningen. In een reactie daarop, en op de jaarlijkse gezamenlijke legeroefening ('Key Resolve'-oefeningen) van Zuid-Korea en de Verenigde Staten, werd door Noord-Korea op 8 maart 2013 een einde gemaakt aan de wapenstilstand met Zuid-Korea. Daarnaast werd een grensovergang gesloten en de hotline tussen de beide landen gesloten. Het land dreigde verder met een preventieve nucleaire aanval op het Westen.
Op 28 maart 2013 maakte Noord-Korea bekend alle raketinstallaties in gereedheid te brengen omdat een Amerikaanse bommenwerper, een B-2 Spirit, over Zuid-Korea vloog. Dit werd als dreiging geïnterpreteerd.
Op 9 april 2013 waarschuwde Noord-Korea Zuid-Korea dat alle buitenlanders voor de veiligheid het land moesten verlaten. Japan plaatste anti-raketinstallaties en Zuid-Koreaanse werknemers mochten wederom niet in Noord-Korea werken.

### 2016-heden

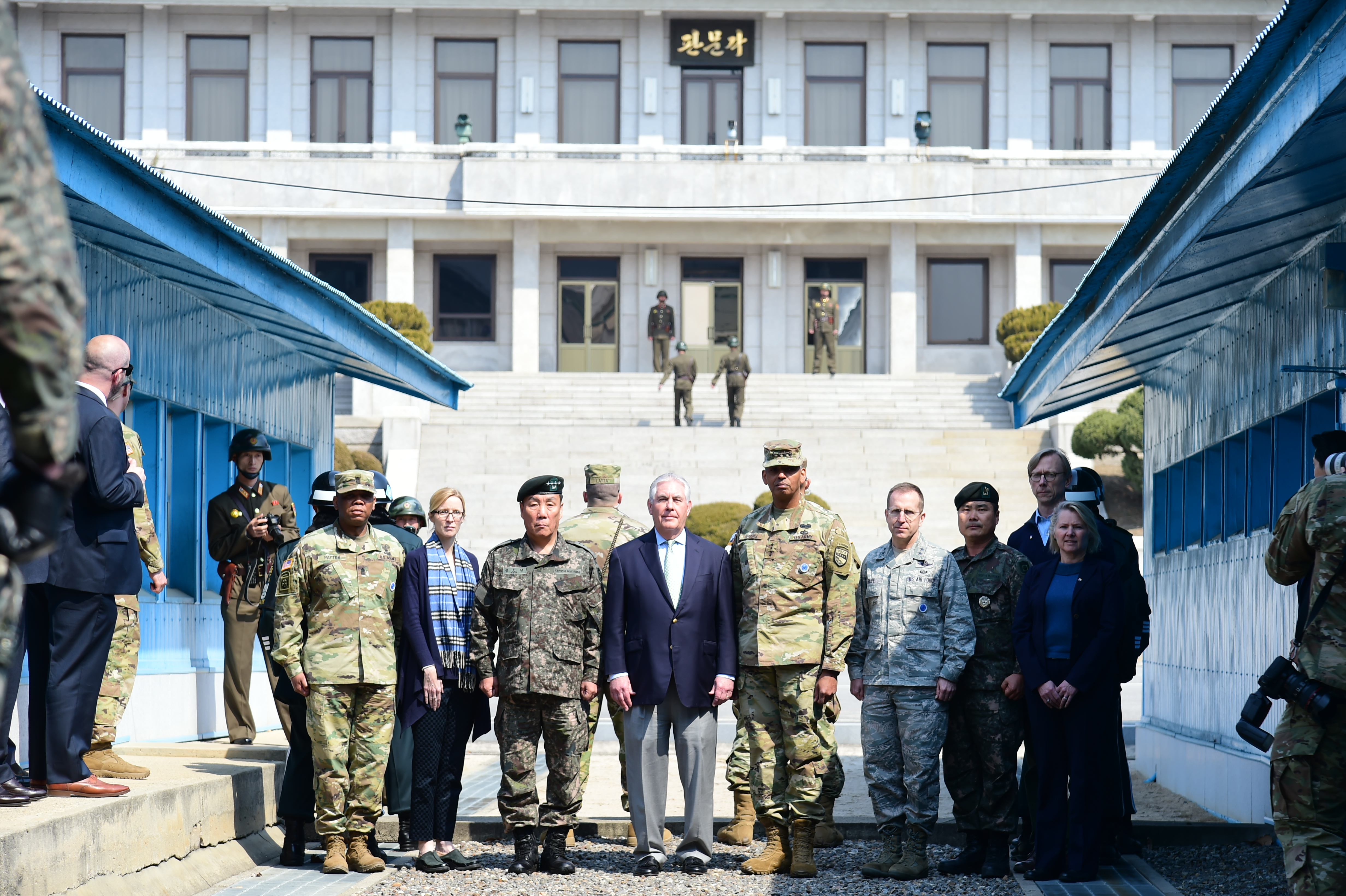
Minister van Buitenlandse Zaken Rex Tillerson in de gedemilitariseerde zone tijdens een bezoek aan Zuid-Korea (op de voorgrond is Zuid-Korea te zien, op de achtergrond Noord-Korea)

Volgens wetenschappers van de Columbia University in New York werden woensdagochtend 6 januari 2016 seismische effecten gemeten in de omgeving van de noordoostelijke Chinese stad Mudanjiang. De momentmagnitude ervan bedroeg 5,1 vergelijkbaar met Koreaanse kernproeven in 2006, 2009 en 2013. Noord-Korea legde het incident uit als een geslaagde ondergrondse proef met een waterstofbom. De test wees volgens wetenschappers op het equivalent van 3,5 kiloton TNT-equivalent en dat is niet genoeg voor een waterstofbom. De regering in Washington betitelde de proef hoe dan ook als een provocatie. Het Witte Huis kondigde aan in overleg te zullen treden met China, dat als enige land met het regime in Noord-Korea redelijke betrekkingen onderhoudt.
In juli 2017 voerde Noord-Korea twee testlanceringen uit van een ICBM tot in de Japanse territoriale wateren. Daarop vaardigde de Veiligheidsraad van de Verenigde Naties nieuwe economische sancties uit. Noord-Korea kondigde daarop aan vier Hwasong-14 raketten in de buurt van het eiland Guam in zee te laten neerkomen. De Verenigde Staten dreigden daarop met nucleaire vergelding (fire and fury) en zeiden dat alles daartoe gereed was (loaded and locked). China riep beide partijen op elkaar niet uit te dagen. Zuid-Korea, Japan, het eiland Guam en Alaska zijn uitgerust met Aegis, Patriot en THAAD afweersystemen van Amerikaanse makelij tegen ballistische raketten. Russisch minister van buitenlandse zaken Sergej Lavrov riep de Verenigde Staten op om de toon te matigen en ook Angela Merkel benadrukte dat er geen militaire oplossing bestond. Zweden heeft aangeboden om te bemiddelen. De Amerikaanse president Donald Trump schreef op Twitter dat de tijd van praten voorbij was. 
Op 29 augustus 2017 lanceerde Noord-Korea een raket die over Japan vloog en dan in zee stortte. Japan verzocht de Veiligheidsraad om bijeen te komen. Op 3 september 2017 voerde Noord-Korea een ondergrondse kernproef uit, vermoedelijk met een waterstofbom van ca. 160 kiloton TNT-equivalent, die een aardbeving veroorzaakte van 6,1 op de momentmagnitudeschaal. Zuid-Korea verzocht de Veiligheidsraad om zware sancties, terwijl Emmanuel Macron opriep tot dialoog. De veiligheidsraad kondigde een gedeeltelijk handelsembargo af en Noord-Korea dreigde daarop de Verenigde Staten 'in as en duisternis te leggen' en de vier eilanden van Japan 'te doen zinken'. Op 15 september lanceerde Noord-Korea opnieuw een raket die over Hokkaido vloog alvorens in zee te storten.

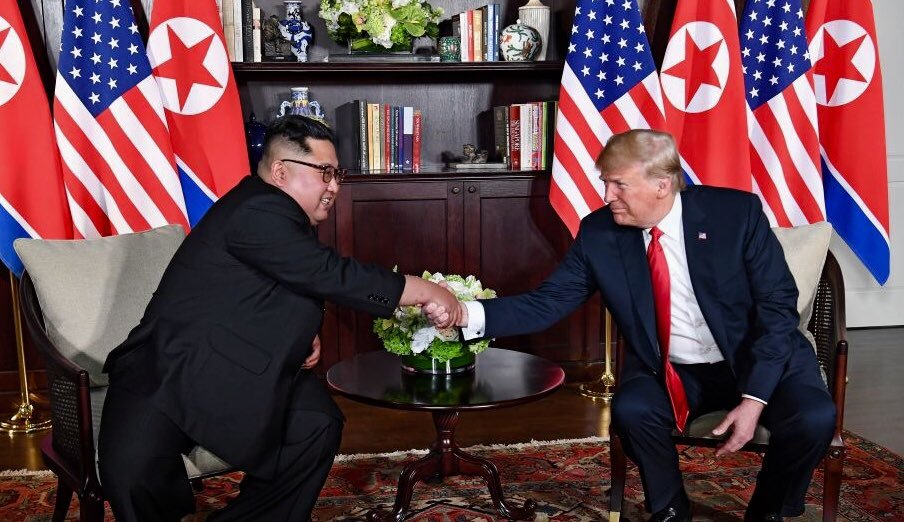
Kim Jong-un en Donald Trump in Singapore, 12 juni 2018

Op 12 juni 2018 was er een topontmoeting tussen de Noord-Koreaanse Kim Jong-un en Trump, waarin de ontmanteling van het kernwapenprogramma van Noord-Korea het belangrijkste thema was. In een gezamenlijke verklaring werd werden beloftes over denuclearisatie gedaan, die volgens critici echter te vrijblijvend waren.
Op 16 maart 2023 lanceerde Noord-Korea een Hwasong-17 raket.

## Internationale veroordeling
Het kernwapenprogramma heeft, vooral sinds de eerste kernproeven in 2006, meerdere malen tot veroordelingen en sancties door de Veiligheidsraad van de Verenigde Naties geleid. 
- Resolutie 825 Veiligheidsraad Verenigde Naties (1993)
- Resolutie 1695 Veiligheidsraad Verenigde Naties (2006)
- Resolutie 1718 Veiligheidsraad Verenigde Naties (2006)
- Resolutie 1874 Veiligheidsraad Verenigde Naties (2009)
- Resolutie 1928 Veiligheidsraad Verenigde Naties (2010)
- Resolutie 1985 Veiligheidsraad Verenigde Naties (2011)
- Resolutie 2050 Veiligheidsraad Verenigde Naties (2012)
- Resolutie 2087 Veiligheidsraad Verenigde Naties (2013)
- Resolutie 2094 Veiligheidsraad Verenigde Naties (2013)
- Resolutie 2141 Veiligheidsraad Verenigde Naties (2014)
- Resolutie 2207 Veiligheidsraad Verenigde Naties (2016)
- Resolutie 2270 Veiligheidsraad Verenigde Naties (2016)
- Resolutie 2276 Veiligheidsraad Verenigde Naties (2016)
- Resolutie 2345 Veiligheidsraad Verenigde Naties (2017)